# William Henry Howe
Pour les articles homonymes, voir Howe.
William Henry Howe, né en 1846 à Ravenna dans l'Ohio et décédé le 15 mars 1929 à Bronxville dans l'état de New York aux États-Unis, est un peintre américain, spécialisé dans la peinture de paysage et la peinture animalière, en particulier via la représentation du bétail, notamment des bovins et des ovins.

## Biographie
William Henry Howe naît à Ravenna dans l'Ohio en 1846. Après ses études secondaires, il travaille comme employé de bureau et est assigné durant la guerre de Sécession à la prison de Johnson's Island sur le lac Érié. A la fin du conflit, il travaille comme représentant itinérant pour diverses compagnies dans les régions de Grand Rapids dans le Michigan et Saint-Louis dans le Missouri.
En 1878, il commence à étudier la peinture. L'année suivante, il part en Europe et s'inscrit à l'académie des beaux-arts de Düsseldorf, qu'il quitte après huit mois pour s'installer à Paris. Sur place, il étudie auprès des peintres Otto von Thoren et Félix de Vuillefroy-Cassini. Il expose régulièrement ses œuvres au salon de peinture et de sculpture, obtenant une médaille de troisième classe en 1888, et se signale notamment par ses scènes de la vie rustique de la Normandie et ses peintures animalières. En 1890, il obtient une Temple Gold Medal (en) de la part de la Pennsylvania Academy of the Fine Arts pour son tableau Return of the Herd at Evening, Uplands of Normandy. Durant son séjour parisien, il visite également les Pays-Bas et peint aux côtés du peintre Anton Mauve.
En 1893, il rentre aux États-Unis et installe son studio à Bronxville dans l'état de New York. Il obtient la même année une médaille lors de l'exposition universelle de Chicago. A Bronxville, il devient le premier membre de la petite colonie d'artistes de la ville. En 1894, il est élu à l'Académie américaine des beaux-arts. En 1895, il est récompensé d'une médaille de bronze lors de la Cotton States and International Exposition (en) d'Atlanta en Géorgie et le peintre William Merritt Chase réalise son portrait. En 1899, il est décoré de la Légion d'honneur. Lors de l'exposition Pan-américaine de Buffalo en 1901, il obtient une médaille d'argent.
En 1901, il répond favorablement à l'invitation de son ami Henry Ward Ranger et fréquente durant l'été la colonie artistique d'Old Lyme. Il y revient les étés suivants jusqu'au début des années 1920, tout en continuant à peindre dans son studio de Bronxville. Durant les années 1920, il tombe malade et réduit son activité. Il décède à Bronxville en 1929. Il initia son neveu, Will Howe Foote (1874-1965), au métier de peintre.
Ces œuvres sont notamment visibles ou conservées au musée d'Art de Dallas, au Brooklyn Museum de New York, à la National Gallery of Art et au Smithsonian American Art Museum de Washington, au Grand Rapids Art Museum (en) de Grand Rapids, au Mildred Lane Kemper Art Museum (en) de Saint-Louis, au Cleveland Museum of Art de Cleveland et au Florence Griswold Museum d'Old Lyme.

## Œuvres

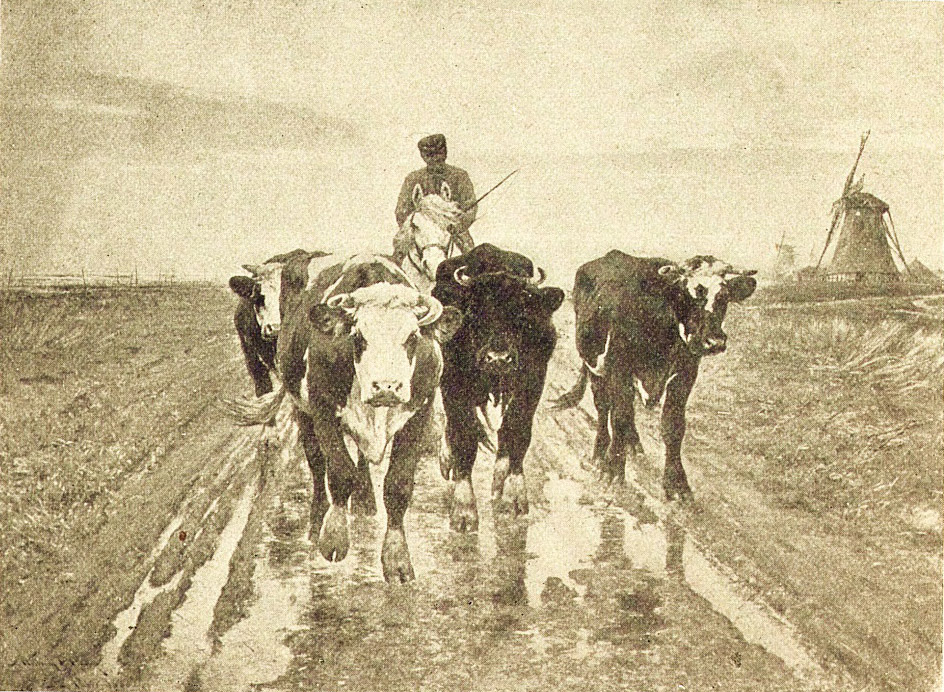
Gravure d'après le tableau Early Start to Market, Holland, vers 1888
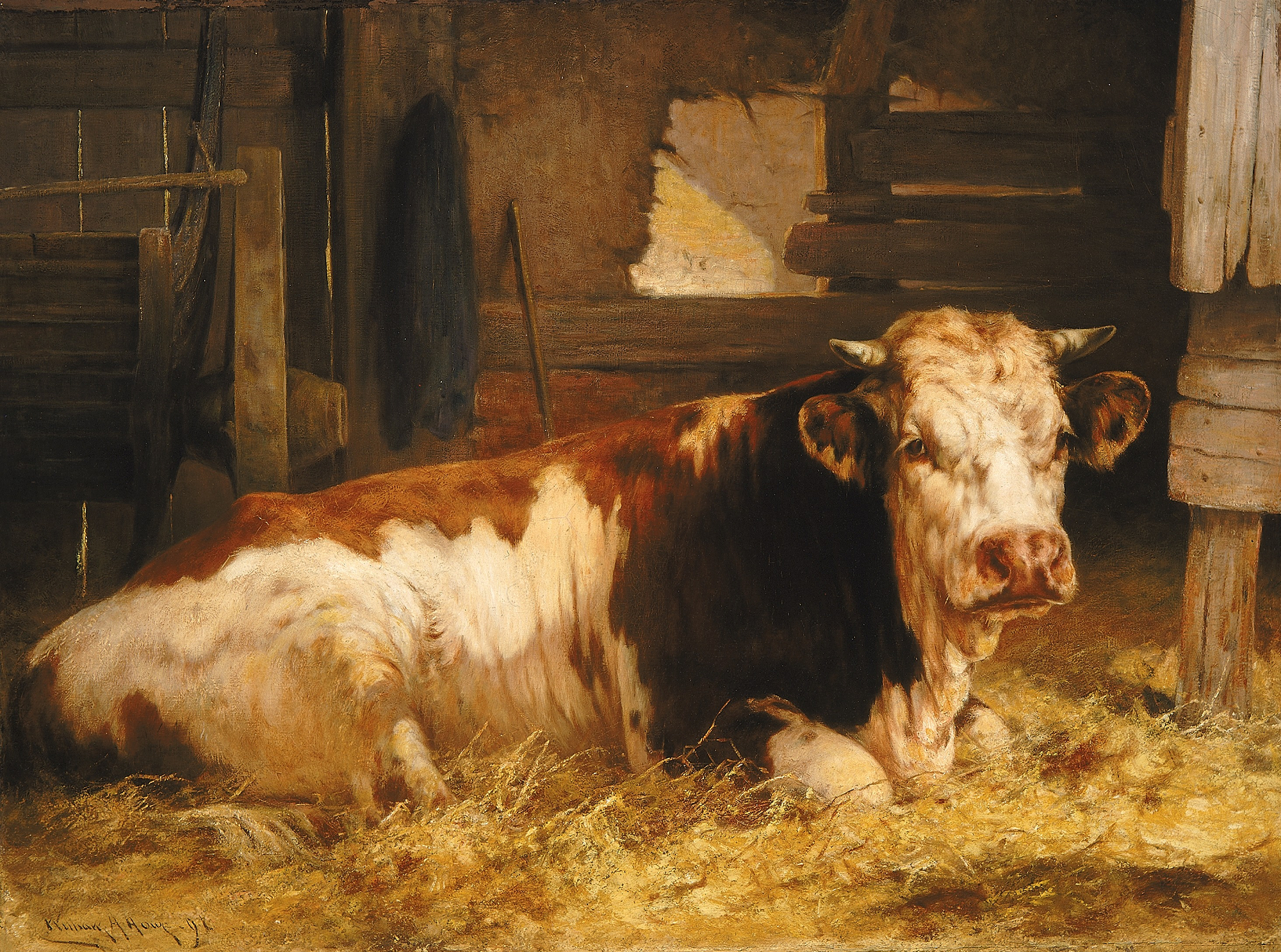
Monarch of the Farm, 1891, Smithsonian American Art Museum
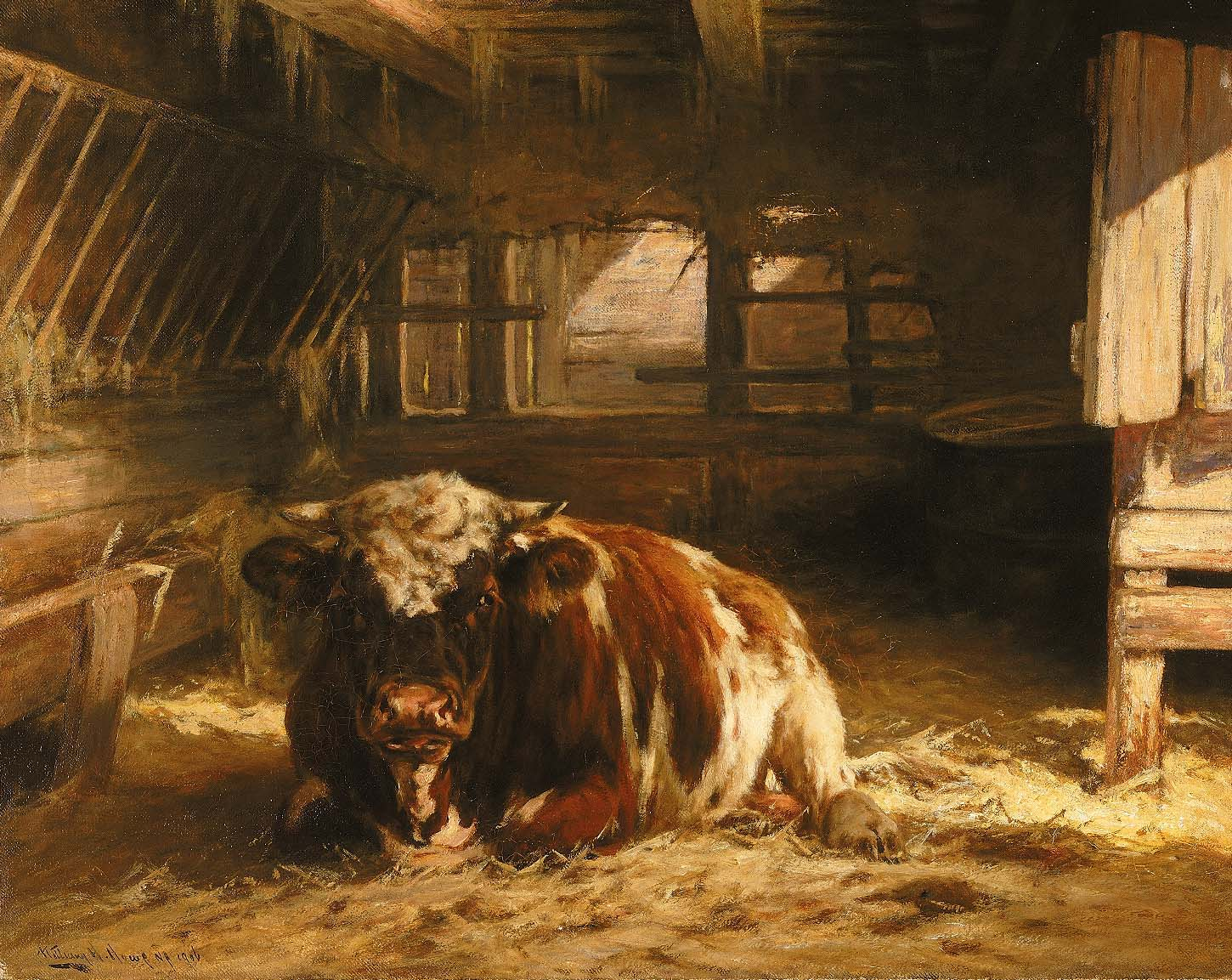
My Day at Home, 1906, Smithsonian American Art Museum
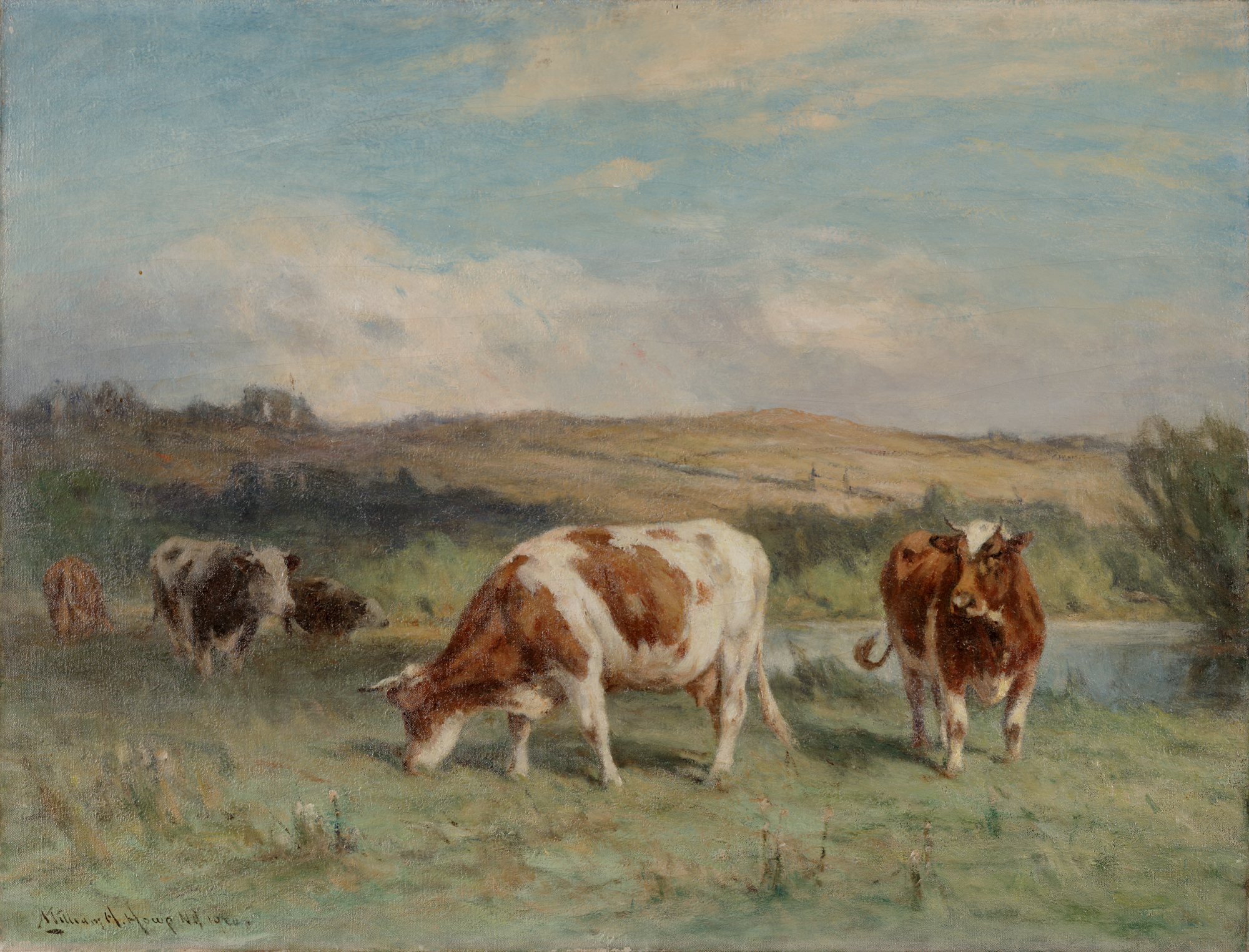
Pastures, 1920, Musée d'Art de Dallas